# Hyacinthe Wodobodé
Hyacinthe Wodobodé (sinh năm 1953) là một chính trị gia người Cộng hòa Trung Phi.

## Đời sống
Hyacinthe Wodobodé sinh ngày 16 tháng 3 năm 1953 tại Bangui. Bà học quản lý kinh doanh, khoa học bệnh viện và lập kế hoạch tài chính ở Bỉ trước khi trở lại làm bàng chức tại Cộng hòa Trung Phi vào năm 1983. Năm 2007, bà được bổ nhiệm làm điều phối viên của Ủy ban AIDS Quốc gia (Comité national de lutte contre le sida, CNLS). Năm 2014, Catherine Samba-Panza đã bổ nhiệm bà làm người kế vị làm Thị trưởng Bangui. Năm 2016, bà được thay thế làm thị trưởng bởi Emile Gros Raymond Nakombo.